# В бездну
«В бездну: Повесть о смерти, повесть о жизни» (англ. Into the Abyss: A Tale of Death, a Tale of Life) — документальный фильм режиссёра Вернера Херцога, вышедший на экраны в 2011 году. Лента получила премию Грирсона (Grierson Award) за лучший документальный фильм на Лондонском кинофестивале.

## Сюжет
Майкл Перри и Джейсон Бёркетт — два молодых техасца, которые были осуждены за тройное убийство, совершенное в октябре 2001 года. Бёркетт был приговорён к пожизненному заключению, а Перри — к смертной казни. Вернер Херцог приезжает в Техас, чтобы на месте разобраться в том, что же произошло, пообщаться с родственниками погибших и осуждённых и взять интервью у Перри за считанные дни до его казни. Режиссёр использует этот случай как повод рассказать о процессе исполнения наказания и порассуждать о той моральной цене, которую общество платит за сохранение смертной казни.
В данной картине режиссёр не ставит перед собой цель найти правых и виноватых, а хочет постигнуть саму природу преступления, пытаясь понять, является ли смертная казнь панацеей от появления новых убийц и насильников.